# 村山ひとし
村山 ひとし（むらやま ひとし、1972年1月19日 - ）は、日本のタレント、放送作家、脚本家、アイドル評論家である。
東京都練馬区出身。東放学園専門学校放送芸術科卒業。自らが代表取締役を務める「チョップインターナショナル」所属。身長178cm。血液型A型。靴のサイズ27.5cm。

## プロフィール
元お笑い芸人。1992年に放送作家の山中伊知郎のアドバイスによりマクドナルド三軒茶屋店（2階・窓際）にて飯尾和樹（現・ずん）と「La.おかき」を結成、ボケ・ネタ作りを担当。1995年からラジオ番組『コサキンDEワァオ!』（TBSラジオ）のレギュラーを務めたが、1997年春にリスナー投票により降板。その後、「La.おかき」としての活動も徐々に低迷したことで、芸人としての自らの能力に限界を感じ、飯尾に打診し話し合いを重ねた末、コンビを解散することになった。個人事務所の「チョップインターナショナル」を吉村浩志と共に立ち上げ、アイドルとお笑いを融合させたライブイベントの企画制作を始める。ラジオパーソナリティ、放送作家、ライターと多方面で活動しており、2006年の『愛のむち』（テレビ東京）では12月8日、12月15日放送回にて『アイドル評論家』として2週に渡り連続出演した。

## キャラクター
くどい顔、妙に高い声、異様に長いもみあげといった気持ち悪いキャラを売りにする。自らも「濃い系」「きもちわるい系」「悶え系」「絶叫系」でわかりやすく、くだらなくバカバカしい笑いを念頭に置いているとのこと。
中学生の頃まで漫画家を目指した経緯から漫画を描くことが特技であり、似顔絵、映像作品の絵コンテ作成などを得意とする。絶妙なギャグアニメだった『こどものおもちゃ』を全話見たと自負するほど。
写真を撮られる際は上目遣いで目を見開き、口を大きく開けて左頬に左手人差し指を押しあてる、いわゆる女の子が可愛らしさを演出するポーズをとる。どのスナップ写真でも当該ポーズをとっている（La.おかき当時のコサキン本より）。
当時、鈴木紗理奈からは本気で嫌がられていた。
大好物は中2の女の子とアイドル。『カボスケ』出演の際は、グラビアアイドルの金澤あかねに入れ込んでいた。

## 現在の主な活動
- かつしかFM「村山ひとしのキャラリンッぱ！」パーソナリティ・構成
- エンタ!371（つくばテレビ）「アイドルレボリューション」構成

「笑えるアイドルイベント」をテーマとしたライブを多数制作し、またアイドルイベントの司会者としても、積極的に活動しており、毎週日曜日には秋葉原のどこかでその姿は必ず見ることができるとまで言われており、その際には『赤いシャツ』が長いもみ上げと共にトレードマークとされている。

## 過去に関係した番組など
- UN FACTORY カボスケ(フジテレビ、1995年4月 - 9月)
- WOWOW「松尾貴史のBOOK MUSEUM 」構成
- 「ヘーシング・今井まなみのdigio GANG フライデー」構成
- かつしかFM「アイドル・ザ・パンチ」「パンチ・ザ・ムービー」構成・出演
- GyaO「新宿区カメコ町三丁目華園マンション」出演#23〜26　#39〜44（グランドチャンピオン大会）
- ITmedia+D「ドコモ山口部長のMC Talk」構成